# Cyclingteam Jo Piels/Saison 2015
Dieser Artikel listet Erfolge und Fahrer des Radsportteams Cyclingteam Jo Piels in der Saison 2015 auf.

## Erfolge in der UCI Europe Tour
Bei den Rennen der UCI Europe Tour im Jahr 2015 gelangen dem Team nachstehende Erfolge.
| Datum              | Rennen                                 | Kat. | Sieger               |
| ------------------ | -------------------------------------- | ---- | -------------------- |
| 28. Februar        | Ster van Zwolle                        | 1.2  | Elmar Reinders       |
| 25. April          | Zuid Oost Drenthe Classic              | 1.2  | Jeff Vermeulen       |
| 1. Mai             | 3. Etappe Carpathian Couriers Race     | 2.2U | Twan Brusselman      |
| 2. Mai             | Ronde van Overijssel                   | 1.2  | Jeff Vermeulen       |
| 28. April – 3. Mai | Gesamtwertung Carpathian Couriers Race | 2.2U | Tim Ariesen          |
| 12. Mai            | 1a. Etappe Olympia’s Tour (MZF)        | 2.2  | Cyclingteam Jo Piels |
| 15. Mai            | 4. Etappe Olympia’s Tour               | 2.2  | Jeff Vermeulen       |
| 23. Mai            | 2. Etappe Paris-Arras Tour             | 2.2  | Jeff Vermeulen       |
| 25. August         | GP des Marbriers                       | 1.2  | Tim Ariesen          |

## Zugänge – Abgänge
| Zugänge                   | Team 2014                                | Abgänge              | Team 2015                         |
| ------------------------- | ---------------------------------------- | -------------------- | --------------------------------- |
| Gert-Jan Bosman           | Parkhotel Valkenburg Continental         | Maurits Lammertink   | Roompot Oranje Peloton            |
| Jeff Vermeulen            | Metec-TKH Continental Cyclingteam (2013) | Berden de Vries      | Roompot Oranje Peloton            |
| Patrick van der Duin      | Neoprofi                                 | Jasper Hamelink      | Metec-TKH Continental Cyclingteam |
| Adriaan Janssen           | Neoprofi                                 | Koen Bouwman         | SEG Racing                        |
| Tim Rodenburg             | Neoprofi                                 | Steven Lammertink    | SEG Racing                        |
| Sjors Roosen (ab 21. Mai) | Neoprofi                                 | Geert van der Weijst | Team 3M                           |
| Sven van Luijk            | Neoprofi                                 | Tom Vermeer          | Unbekannt                         |
| Stephan Bakker            | Neoprofi                                 | Stan Wijkel          | Unbekannt                         |

## Mannschaft
| Name                 | Geburtstag         | Nationalität |
| -------------------- | ------------------ | ------------ |
| Tim Ariesen          | 20. März 1994      | Niederlande  |
| Stephan Bakker       | 17. April 1994     | Niederlande  |
| Gert-Jan Bosman      | 16. August 1992    | Niederlande  |
| Twan van den Brand   | 22. Januar 1989    | Niederlande  |
| Twan Brusselman      | 15. August 1993    | Niederlande  |
| Patrick van der Duin | 4. Oktober 1995    | Niederlande  |
| Arvid de Kleijn      | 21. März 1994      | Niederlande  |
| Jochem Hoekstra      | 21. Oktober 1992   | Niederlande  |
| Adriaan Janssen      | 12. Dezember 1995  | Niederlande  |
| Patrick van Leeuwen  | 16. April 1985     | Niederlande  |
| Stefan van Luijk     | 13. Oktober 1989   | Niederlande  |
| Stefan Poutsma       | 10. September 1991 | Niederlande  |
| Elmar Reinders       | 14. März 1992      | Niederlande  |
| Joey van Rhee        | 14. November 1992  | Niederlande  |
| Tim Rodenburg        | 14. September 1994 | Niederlande  |
| Sjors Roosen         | 18. September 1991 | Niederlande  |
| Rens te Stroet       | 23. September 1989 | Niederlande  |
| Jeff Vermeulen       | 7. Oktober 1988    | Niederlande  |